# NGC 5497
NGC 5497 é uma galáxia espiral barrada (SBb) localizada na direcção da constelação de Boötes. Possui uma declinação de +38° 53' 38" e uma ascensão recta de 14 horas, 10 minutos e 31,5 segundos.
A galáxia NGC 5497 foi descoberta em 11 de Maio de 1882 por Édouard Jean-Marie Stephan.